# Finale del campionato mondiale femminile di calcio 2015
La finale del campionato mondiale femminile di calcio 2015 si tenne il 5 luglio 2015 al BC Place a Vancouver tra le nazionali femminili di Stati Uniti e Giappone in una riedizione della finale precedente. Fu la finale della settima edizione del campionato mondiale femminile di calcio, e terminò con la vittoria per 5-2 delle statunitensi che così vendicarono la sconfitta ai calci di rigore di quattro anni prima.

## Cammino verso la finale

### Stati Uniti
Le statunitensi furono inserite nel gruppo D, insieme a Svezia, Australia e Nigeria.
L'8 giugno a Winnipeg, le statunitensi esordirono contro l'Australia vincendo 3-1 con doppietta di Rapinoe e rete di Press dopo il momentaneo pareggio di De Vanna. Quattro giorni dopo sempre a Winnipeg gli Stati Uniti furono bloccate sullo 0-0 dalla Svezia, ma all'ultima giornata batterono 1-0 la Nigeria con la rete decisiva di Wambach sul finire del primo tempo. Gli Stati Uniti conclusero il girone al primo posto con 7 punti, seguiti dall'Australia con 4 e dalla Svezia con 3 che passò come migliore terza; eliminata invece la Nigeria.
Il 22 giugno, negli ottavi di finale, le statunitensi affrontarono il Colombia a Edmonton; gli Stati Uniti vinsero 2-0 con le reti di Morgan e di Lloyd su calcio di rigore. Quattro giorni dopo, nei quarti di finale a Ottawa le statunitensi ebbero la meglio per 1-0 sulla Cina; decisiva ai fini del risultato fu la rete di Lloyd. In semifinale a Montréal contro la Germania, le statunitensi vinsero 2-0; decisivi furono il rigore di Lloyd e la rete di O'Hara.

### Giappone

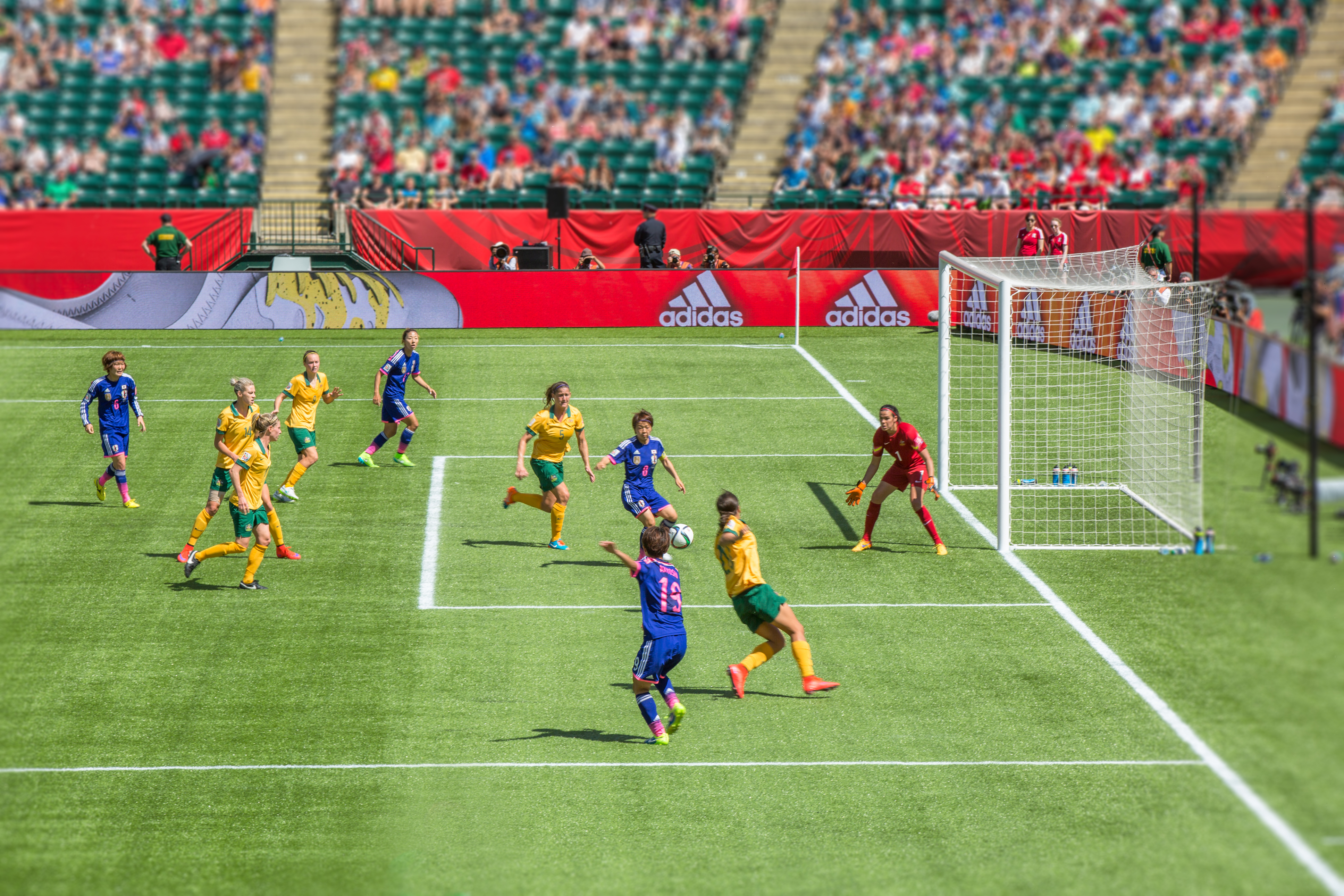
La partita dei quarti di finale del Giappone contro l'Australia allo Stadio del Commonwealth

L'altra finalista, ovvero il Giappone, fu inserita nel Gruppo C insieme a Camerun, Svizzera e Ecuador.
La prima avversaria fu la Svizzera, che l'8 giugno a Vancouver venne battuta 1-0 con rete di Miyama su calcio di rigore. Nella seconda giornata le giapponesi batterono 2-1 il Camerun con i gol di Sameshima e di Sugasawa. Alla terza giornata le giapponesi ottennero un'altra vittoria contro l'Ecuador con rete di Ōgimi dopo 5 minuti di gioco. La classifica finale vide il Giappone a chiudere a pieni punti, seguito dal Camerun con 6, Svizzera con 3 e qualificata come migliore terza, e Ecuador con 0 punti ed eliminato.
Agli ottavi di finale, il 23 giugno le giapponesi affrontarono i Paesi Bassi a Vancouver vincendo 2-1 con le reti decisive di Ariyoshi e Sakaguchi.
Nei quarti di finale giocati quattro giorni dopo a Edmonton le giapponesi eliminarono l'Australia con il gol siglato da Iwabuchi a 3 minuti dalla fine.
La semifinale disputata il 1º luglio ancora a Edmonton vide il Giappone battere 2-1 l'Inghilterra; dopo un primo tempo terminato in parità per effetto dei due rigori trasformati rispettivamente da Miyama e Williams, a decidere l'incontro fu un autogol di Bassett nei minuti di recupero.

### Tabella riassuntiva del percorso
Note: In ogni risultato sottostante, il punteggio della finalista è menzionato per primo.
| Pos. | Squadra     | Pt | G | V | N | P | GF | GS | DR |
| ---- | ----------- | -- | - | - | - | - | -- | -- | -- |
| 1.   | Stati Uniti | 7  | 3 | 2 | 1 | 0 | 4  | 1  | +3 |
| 2.   | Australia   | 4  | 3 | 1 | 1 | 1 | 4  | 4  | 0  |
| 3.   | Svezia      | 3  | 3 | 0 | 3 | 0 | 4  | 4  | 0  |
| 4.   | Nigeria     | 1  | 3 | 0 | 1 | 2 | 3  | 6  | -3 |

| Pos. | Squadra  | Pt | G | V | N | P | GF | GS | DR  |
| ---- | -------- | -- | - | - | - | - | -- | -- | --- |
| 1.   | Giappone | 9  | 3 | 3 | 0 | 0 | 4  | 1  | +3  |
| 2.   | Camerun  | 6  | 3 | 2 | 0 | 1 | 9  | 3  | +6  |
| 3.   | Svizzera | 3  | 3 | 1 | 0 | 2 | 11 | 4  | +7  |
| 4.   | Ecuador  | 0  | 3 | 0 | 0 | 3 | 1  | 17 | -16 |

## Descrizione della partita

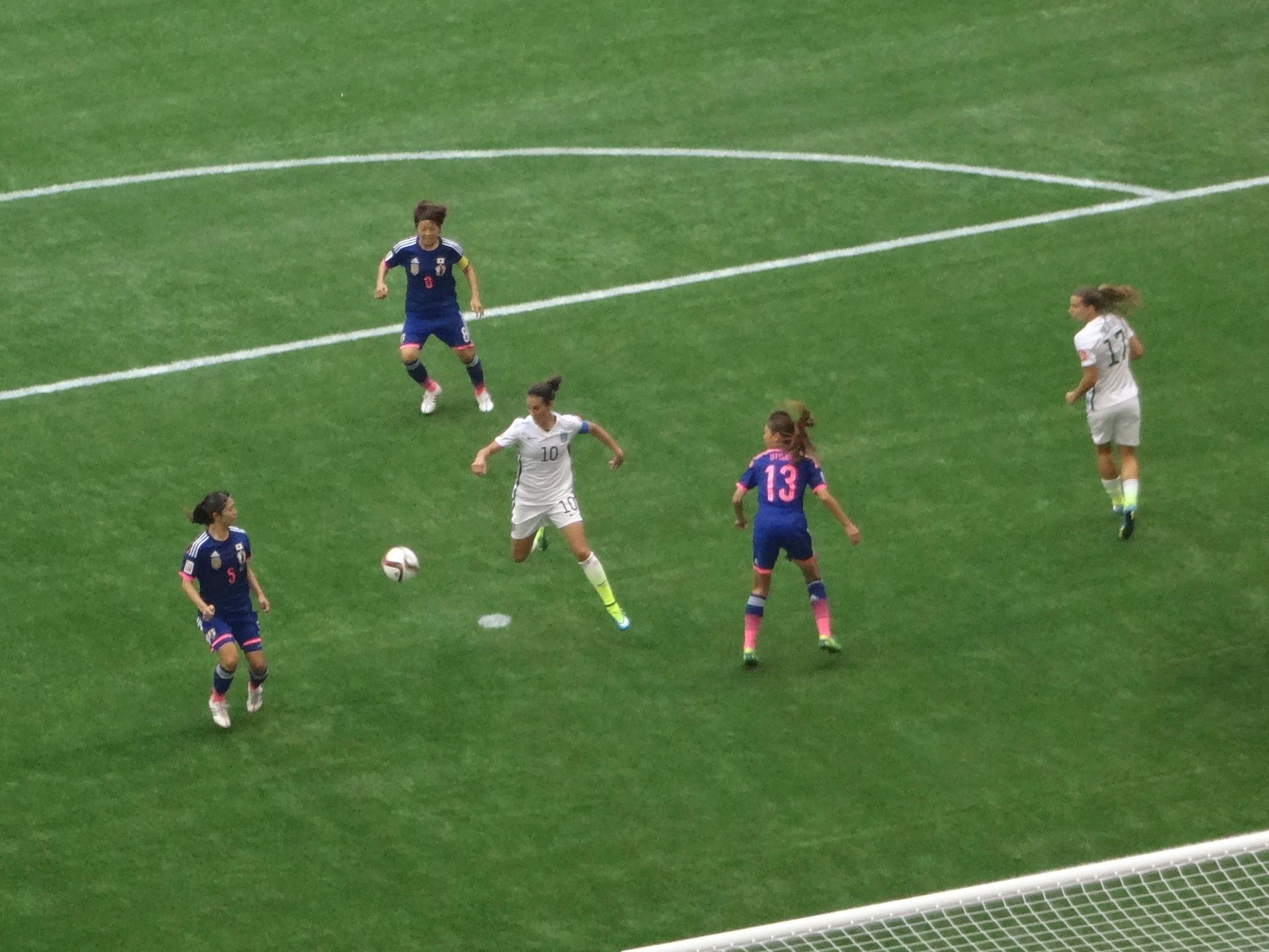
Carli Lloyd nel corso della finale

La partita è stata giocata in condizioni di nebbia a causa del fumo provenienti dei vicini incendi nella regione del Lower Mainland. Gli Stati Uniti partirono forte, segnando quattro gol nei primi 16 minuti. Tre di questi furono segnati dalla centrocampista Lloyd, che così segnò la tripletta più veloce nella storia della Coppa del Mondo. Il primo gol di Lloyd al 3' è stato il più veloce in una finale di Coppa del Mondo femminile, quando ha segnato su un calcio d'angolo di Rapinoe. Fu la prima volta che il Giappone si trovò in svantaggio durante il torneo. Lloyd segnò di nuovo al 5' minuto su punizione battuta da Holiday. La stessa Holiday segnò al 14' dopo che la difenditrice giapponese Iwashimizu non riuscì a respingere un pallone in area di rigore. Il gol di Lloyd al 16' minuto, che la Reuters britannica ha definito "uno dei gol più straordinari mai visti in una Coppa del Mondo femminile", fu segnato dalla linea di metà campo, che sorprese il portiere giapponese Kaihori fuori posizione. Lo straordinario gol fu nominato per il FIFA Puskás Award e ha significato che Lloyd è diventata la prima donna a segnare una tripletta in una finale di Coppa del Mondo e il primo giocatore, maschio o femmina, a farlo da quando Hurst lo fece per l'Inghilterra contro la Germania Ovest nella finale di Wembley nel 1966.
L'attaccante Ōgimi con un tiro di sinistro realizzò il primo gol per il Giappone al 27', superando la difenditrice degli Stati Uniti Johnston. L'allenatore del Giappone Sasaki decise di rispondere in modo tattico effettuando due sostituzioni nel primo tempo, inserendo la centrocampista Sawa al posto di Iwashimizu e sostituendo l'ala Kawasumi per l'attaccante Sugasawa. Al 52' un autogol di testa di Johnston su una punizione battuta da Miyama portò il punteggio sul 4-2, ma due minuti dopo la centrocampista Heath ha segnò il definitivo 5-2 su passaggio di Brian. I sette gol segnati sono stati il numero massimo nella storia della finale della Coppa del Mondo femminile ed eguaglia il record per il maggior numero di gol in qualsiasi finale della Coppa del Mondo, maschile o femminile, con la finale del campionato mondiale di calcio 1958, in cui il Brasile ha sconfitto la Svezia 5–2.

## Tabellino
| Arbitro: | Kateryna Monzul' |

|                                         |           |                               |
| Lloyd 3’, 5’, 16’ Holiday 14’ Heath 54’ | Marcatori | 27’ Ōgimi 52’ (aut.) Johnston |

| Stati Uniti | Giappone |

| Stati Uniti (4-4-2) |    |                    |  |     |
|                     |    |                    |  |     |
| P                   | 1  | Hope Solo          |  |     |
| D                   | 11 | Ali Krieger        |  |     |
| D                   | 19 | Julie Johnston     |  |     |
| D                   | 4  | Becky Sauerbrunn   |  |     |
| D                   | 22 | Meghan Klingenberg |  |     |
| C                   | 12 | Lauren Holiday     |  |     |
| C                   | 14 | Morgan Brian       |  |     |
| C                   | 17 | Tobin Heath        |  | 79’ |
| C                   | 15 | Megan Rapinoe      |  | 61’ |
| A                   | 13 | Alex Morgan        |  | 86’ |
| A                   | 10 | Carli Lloyd        |  |     |
| Sostituzioni:       |    |                    |  |     |
| D                   | 5  | Kelley O'Hara      |  | 61’ |
| A                   | 20 | Abby Wambach       |  | 79’ |
| D                   | 3  | Christie Rampone   |  | 86’ |
| Selezionatore:      |    |                    |  |     |
| Jillian Ellis       |    |                    |  |     |

| Giappone (4-4-2) |    |                  |     |     |
|                  |    |                  |     |     |
| P                | 18 | Ayumi Kaihori    |     |     |
| D                | 19 | Saori Ariyoshi   |     |     |
| D                | 3  | Azusa Iwashimizu |     | 33’ |
| D                | 4  | Saki Kumagai     |     |     |
| D                | 5  | Aya Sameshima    |     |     |
| C                | 6  | Mizuho Sakaguchi |     |     |
| C                | 13 | Rumi Utsugi      |     |     |
| C                | 9  | Nahomi Kawasumi  |     | 39’ |
| C                | 8  | Aya Miyama       |     |     |
| A                | 11 | Shinobu Ōno      |     | 60’ |
| A                | 17 | Yūki Ōgimi       |     |     |
| Sostituzioni:    |    |                  |     |     |
| A                | 10 | Homare Sawa      | 82’ | 33’ |
| A                | 15 | Yuika Sugasawa   |     | 39’ |
| A                | 16 | Mana Iwabuchi    | 85’ | 60’ |
| Selezionatore:   |    |                  |     |     |
| Norio Sasaki     |    |                  |     |     |

| Assistenti arbitrali: Natalyja Račinska (Ucraina) Yolanda Parga (Spagna) Quarto ufficiale: Jenny Palmqvist (Svezia) Quinto ufficiale: Loreto Toloza (Cile) | Regole incontro: - 90 minuti. - 30 minuti di tempi supplementari se necessario. - Tiri di rigore se l'incontro finisce in parità. - Dodici atlete a disposizione come sostituti. - Tre sostituzioni massime durante l'incontro. |